# Neknomination
Neknomination (de l'anglais neck your drink, boire cul-sec) est un jeu mettant en scène la consommation de boissons alcoolisées sur Internet. La particularité de ce jeu à boire réside dans le fait que le participant doit se filmer en train de boire, le plus souvent un mélange de boissons alcoolisées, pour ensuite publier la vidéo sur les réseaux sociaux. Une fois la vidéo publiée, le participant peut alors désigner (nomination) deux autres personnes afin qu'elles relèvent à leur tour le défi. Les personnes désignées ont alors 24 heures pour relever le défi. 
Le jeu a rapidement connu un grand succès sur les réseaux sociaux comme Facebook grâce à la viralité du principe de désignation. Conçu comme un moyen de s'affirmer vis-à-vis de leurs pairs, les participants n'hésitent pas à repousser leurs limites en ingérant des quantités d'alcool importantes ou en réalisant tous types de mélanges. Le jeu aurait déjà fait 5 morts.

## Origine
Mentionné la première fois en 2011 sur Twitter, le Neknominate a connu un essor médiatique important avec une vidéo postée sur Facebook le jour de Noël 2013 par Ross Samson, une star du rugby des London Irish, en lançant un défi à tous ses amis n'ayant pas leur anniversaire ce jour-là.

## Analyses
Le sociologue Olivier Glassey tente de décrypter cette nouvelle pratique, notamment sur l'aspect provocateur de la démarche, mais également en soulignant le fait de se mettre en valeur en défiant ses proches, ce qui permet un renforcement de l'affirmation de soi. Sans occulter le biais sournois des fausses vidéos, où le contenu alcoolisé du défi ne peut pas toujours être prouvé.
Ces nouvelles pratiques étant relayées par des réseaux sociaux souvent mal maîtrisés par les parents, une approche éducative basée sur un discours d'une population également jeune est aussi préconisée afin de mieux sensibiliser les adolescents aux dangers de telles expériences.

## Réactions

### Institutionnelles
Mettant en danger les jeunes par une consommation d'alcool excessive, le jeu est extrêmement controversé. Le jeu suscite d'ailleurs l'inquiétude du ministère de l'Intérieur et d'associations de parents d'élèves.
En France, le député François Loncle a saisi d’une question la ministre des Affaires sociales et de la Santé sur cette pratique, notamment quant à une éventuelle campagne d'information à prévoir ainsi que sur l'opportunité d'un renforcement de la législation,.

### Facebook
Contacté au sujet du développement de ces pratiques sur son site, Facebook a déclaré dans un communiqué : « Nous ne tolérons pas les contenus blessants, comme par exemple le harcèlement, mais les comportements qui pourraient offenser quelques personnes ne sont pas toujours contre nos règles. Nous encourageons les gens à nous faire part des pratiques qui pourraient aller contre nos lois et nous étudierons les différentes affaires, cas par cas. »

### Récupérations
Julien Voinson, jeune Bordelais, a décidé de détourner le concept de neknomination pour créer celui de smartnomination (de l'anglais smart, intelligent). Il s'agit de venir en aide à un sans-abri et d'inciter ses amis à faire la même chose par le biais des désignations, le concept s'est étendu pour faire finalement une bonne action quelle qu'elle soit. On peut ainsi voir des gens donner de leur temps à la SPA, déneiger des voitures, ou encore faire un don à une association, offrir des fleurs aux inconnues...
Il y a aussi la Bloodnomination qui consiste à donner son sang et sur le même principe inciter les autres à le faire.
Le concept a également été détourné en NicNomination, afin d'« occuper Facebook avec des images de Nicolas Cage, afin de briser la monotonie des publications qui ne sont pas Nicolas Cage. »

## Prévention
La police nationale française a publié sur son site internet une mise en garde à l'attention des jeunes.